# Monosalpinx
Monosalpinx é um género botânico pertencente à família Rubiaceae.